# Type énergétique
 (octobre 2021).
Si vous disposez d'ouvrages ou d'articles de référence ou si vous connaissez des sites web de qualité traitant du thème abordé ici, merci de compléter l'article en donnant les références utiles à sa vérifiabilité et en les liant à la section « Notes et références ».
Le type énergétique (ou type respiratoire) d'une bactérie détermine quel rapport a cette bactérie avec le dioxygène (O2) de l'air ou de l'eau.
Une bactérie a des besoins respiratoires spécifiques. Elle peut être :
- aérobie stricte : elle a besoin d'oxygène pour vivre et se développer ;
- micro-aérophile : elle a besoin d'une concentration en oxygène spécifique (inférieure à celle de l'air) ;
- aéro-anaérobie facultative : la présence d'oxygène en petite quantité est préférable pour le développement de la bactérie, mais elle peut s'en passer ;
- anaérobie aérotolérante : elle n'a pas besoin d'oxygène mais elle le tolère ;
- anaérobie stricte : la présence d'oxygène est létale pour la bactérie.

## Détermination du type énergétique
Il s'agit de cultiver les bactéries à étudier dans un milieu de culture contenant un gradient de pression partielle en oxygène.

### Milieu de culture utilisé
On utilise le milieu viande foie coulé en longs tubes fins (des tubes de Prévot de 9 x 180 mm). Ce milieu, après régénération, est maintenu liquide et en surfusion pour expulser les gaz dissous dans la gélose.

### Technique
- Régénérer le milieu en le plaçant au bain-marie pendant 30 min à 100 °C puis maintenir en surfusion 10 min à 47 °C.
- Ensemencer en vrille du bas vers le haut à l'aide d'une pipette Pasteur boutonnée.
- Solidifier à l’eau froide et incuber à 37 °C.

Solide, le milieu possède un gradient de concentration en O2 où il est plus abondant en surface. L'endroit où se trouvent les colonies dans le tube détermine le type énergétique :

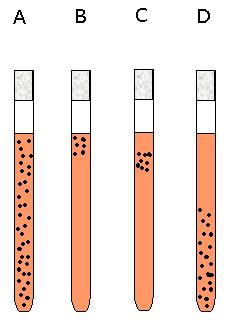
Résultats après incubation 24 h à 37 °C

- A Colonies dans tout le tube : bactéries aéro-anaérobies
- B Colonies en haut du tube : bactéries aérobies strictes
- C Colonies en haut du tube, légèrement sous la surface : bactéries micro-aérophiles
- D Colonies en bas du tube : bactéries anaérobies strictes

### Les différents types énergétiques
Selon Prévot ((référence nécessaire)), il existe 7 types énergétiques. Mais certains étant plutôt rares, nous n’en citerons que 4.

#### Le type I dit anaérobie strict
Les bactéries anaérobies strictes ne se cultivent qu’à l’abri de l’air. La plupart des bactéries de ce type sont capables de supporter l’atmosphère un certain temps. D’autres sont extrêmement oxygénosensibles.

#### Le type II dit microaérophile
Les bactéries microaérophiles sont beaucoup plus rares. Il s’agit de bactéries dont les enzymes (en particulier la catalase) ne fonctionnent correctement que sous une pression réduite de dioxygène.
Leur énergie est produite par fermentation. En présence de dioxygène, elles peuvent utiliser la voie oxydative directe mais, dépourvues de système la détruisant (catalase ou peroxydase), l’eau oxygénée s’accumulant devient bactéricide.
Exemples : Clostridium, Fusobacterium, Bacteroides.

#### Le type VI regroupant 2 sous-types: aérobie facultatif et anaérobie facultatif
Les bactéries aérobies facultatives peuvent utiliser toutes les voies énergétiques ou se limiter aux principales. Exemples : Staphylococcus, Enterobacteriaceae.
Les bactéries anaérobies facultatives ne peuvent utiliser que les fermentations. Ce sont des bactéries anoxybotiques. Exemple : Streptococcus
En pratique, il est difficile de distinguer les deux types énergétiques. On rassemble ces bactéries sous le type aéro-anaérobie.

#### Le type VII dit aérobie strict
Les bactéries aérobies strictes ne se cultivent qu’en présence d’air et respirent en aérobiose par phosphorylation oxydative.
Exemples : Pseudomonas, Micrococcus.